# Euploea demaculata
Euploea demaculata är en fjärilsart som beskrevs av Hans Fruhstorfer 1910. Euploea demaculata ingår i släktet Euploea och familjen praktfjärilar. Inga underarter finns listade i Catalogue of Life.